# 龍造寺四天王
龍造寺四天王（りゅうぞうじしてんのう）は、肥前国の戦国大名・龍造寺隆信の配下の武将で、武勇に優れていた4人を顕彰した呼称。史料上では「隆信（公）四天王」ともいう。
龍造寺氏について記された複数の史料で確認することができ、特に龍造寺氏の支配権・家臣団をほぼそのまま引き継いだ佐賀藩の公人の手による記録にも名が現れることから、18世紀初頭ころには既に定着していたものと考えられる。成員については「四天王」の名の通り四名の武将の名が挙げられているが、資料によって多少の異動があり、「四天王として挙げられている武将」は計5名が確認できる。なお類似のものに「四本槍」あるいは「四天王の槍柱」があるが、これらは「龍造寺隆信の旗本」からの選抜とされ、四天王よりも定義がやや狭まっている。

## 該当者
上述の通り史料によって若干の異動があるため、ここでは資料ごとの成員を史料の成立年代順に記述する。また参考として「四本槍」も記述する。なお史料の成立年代には諸説あるものも含まれる。
| 年                 | 史料                   | 名称           | 1              | 2            | 3              | 4                |
| ------------------ | ---------------------- | -------------- | -------------- | ------------ | -------------- | ---------------- |
| 慶安3年（1650年）  | 成松遠江守信勝戦功略記 | 龍造寺の四天王 | （成松）遠江守 | 百武志摩守   | 木下四郎兵衛尉 | 江里口藤七兵衛尉 |
| 元禄13年（1700年） | 九州記                 | 四本槍         | 成松遠江       | 百武志摩     | 円城寺美濃     | 江里口藤七兵衛   |
| 正徳2年（1712年）  | 陰徳太平記             | 四天王の槍柱   | 成松遠江守     | 百武志摩守   | 円成寺美濃守   | 江里口藤七兵衛   |
| 享保元年（1716年） | 葉隠                   | 四天王         | 百武志摩守     | 木下四郎兵衛 | 成松遠江守     | 江里口藤七兵衛   |
| 享保5年（1720年）  | 九州治乱記（北肥戦誌） | 隆信四天王     | 成松遠江守     | 百武志摩守   | 木下四郎兵衛   | 江里口藤七兵衛   |
| 享保9年（1724年）  | 焼残反故               | 隆信公四天王   | 百武志摩守     | 成松遠江守   | 木下四郎兵衛   | 円城寺美濃守     |

上記の通り、成員として挙げられるのは成松信勝（遠江守）、百武賢兼（志摩守）、木下昌直（四郎兵衛尉）、江里口信常（藤七兵衛尉）、円城寺信胤（美濃守）の5名である。成松・百武・木下はおおよその史料にも四天王として挙げられているが、江里口と円城寺については入れ替わりがみられる。
このうち木下を除く4名は「四本槍」「旗本に四天王の槍柱」と称されている龍造寺隆信の旗本（直参）家臣であり、いずれも隆信とともに天正12年（1584年）の沖田畷の戦いで戦死している。なお「四本槍」と並んで「三法師」と称されるものもあり、高木泰栄・馬渡賢斎・成富源意の三名がこれにあたる。一方、木下は龍造寺家臣とはいえ重臣・鍋島直茂の配下につけられており、沖田畷の戦いにも参戦したが直茂と同じく生還を果たしている。末裔はいずれも佐賀藩士となった。
また、大村弾正・犬塚弾正・百武志摩守・上瀧志摩守と共に「両弾二島」（両弾二志摩）・「四人の槍柱」と称したこともあり、馬渡刑部少輔・倉町太郎五郎・石井刑部少輔・石井源次郎の四人が「無双の荒武者」・「旗本に四天王」と称される記載があった。